# Anopheles somalicus
Anopheles somalicus este o specie de țânțari din genul Anopheles, descrisă de Rivola și Holstein în anul 1957.
Este endemică în Somalia. Conform Catalogue of Life specia Anopheles somalicus nu are subspecii cunoscute.